# توشيكي أوكادا
توشيكي أوكادا (باليابانية: 岡田利規)‏ (1973 في يوكوهاما - ) روائي، وكاتب مسرحي، ورائد، وكاتب من اليابان.